# Aga Zano

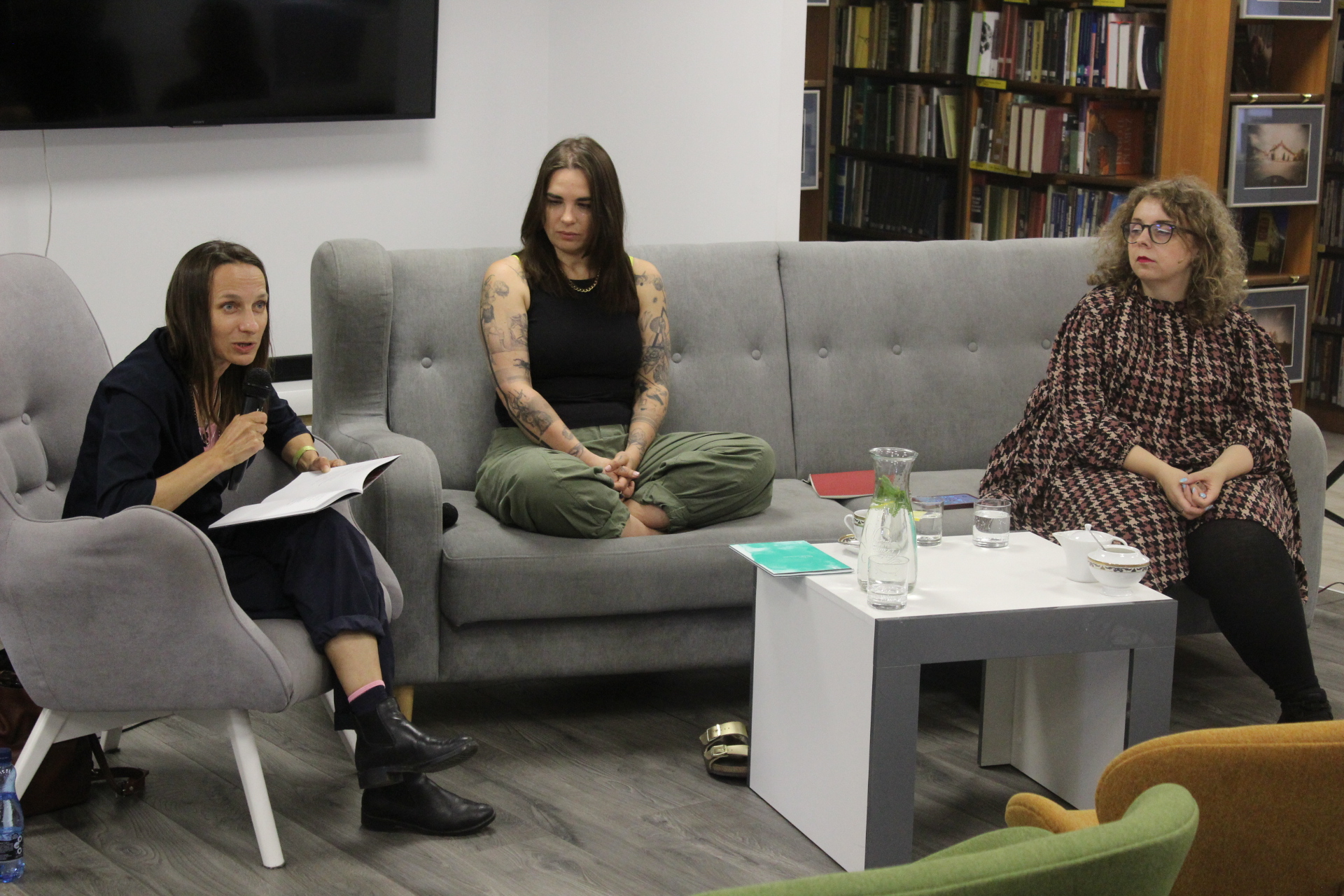
Maria Kwiecień, Aga Zano, Emilia Konwerska

Aga Zano, właśc. Agata Elżbieta Zano (ur. 15 czerwca 1989 w Koszalinie) – polska tłumaczka literatury anglojęzycznej, poetka.

## Życiorys
Absolwentka Międzywydziałowych Indywidualnych Studiów Humanistycznych Uniwersytetu Warszawskiego i Queen's University Belfast.
Członkini Stowarzyszenia Tłumaczy Literatury.

## Wyróżnienia i nagrody
- 2022 – lista „50 śmiałych 2022” magazynu „Wysokie Obcasy”[3]
- 2023 – nominacja do Nagrody Prezydenta Miasta Gdańska za Twórczość Translatorską im. Tadeusza Boya-Żeleńskiego za przekład powieści Dziewczyna, kobieta, inna Bernardine Evaristo[4]
- 2023 – Ogólnopolski Konkurs Literacki im. Jana Śpiewaka i Anny Kamieńskiej, laureatka[5]
- 2024 –  nagroda Vivelo Book Award za przekład powieści Rodzina Netanjahu Joshuy Cohena[6]
- 2024 – Poznańska Nagroda Literacka, laureatka[7]
- 2024 – nominacja do nagrody translatorskiej im. Sophie Castille za przekład komiksu Kaczki. Dwa lata na piaskach Kate Beaton, finalistka[8]

## Najważniejsze przekłady
- Przekleństwa niewinności, Jeffrey Eugenides, Mova
- Orlando, Virginia Woolf, Marginesy
- Mleczarz, Anna Burns, wyd. ArtRage
- Johnny Panika i Biblia Snów oraz inne opowiadania, Sylvia Plath, Marginesy
- Czas starego boga, Sebastian Barry, ArtRage
- Pomniejsze uczucia, Cathy Park Hong, Tajfuny
- Polak, John Maxwell Coetzee, wyd. SIW Znak
- Kaczki. Dwa lata na piaskach, Kate Beaton, wyd. Kultura Gniewu
- Mr Loverman, Bernardine Evaristo, Wydawnictwo Poznańskie
- Rodzina Netanjahu, Joshua Cohen, Wydawnictwo Agora
- Ucieczka z Chinatown, Charles Yu, ArtRage
- Akty desperacji, Megan Nolan, Filtry
- Ewangelia dzieciństwa, Lydia Millet, Echa
- Apeirogon, Colum McCann, Wydawnictwo Poznańskie
- Dziewczyna, kobieta, inna, Bernardine Evaristo, Wydawnictwo Poznańskie
- Pięć zauroczeń, André Aciman, W.A.B.
- Trzy kobiety, Lisa Taddeo, Marginesy

## Książki
- czwarte wymieranie, Wydawnictwo Warstwy, Wrocław 2025, ISBN 978-83-67186-32-2